# تیم ملی فوتبال زیر ۲۱ سال روسیه
تیم ملی فوتبال زیر ۲۱ سال روسیه (انگلیسی: Russia national under-21 football team) یا تیم ملی فوتبال جوانان روسیه، نماینده کشور روسیه در مسابقات فوتبال جوانان اروپا و جهان است که زیر نظر اتحادیه فوتبال روسیه فعالیت می‌کند.